# كيفن هندرسون (لاعب هوكي الجليد)
كيفن هندرسون هو لاعب هوكي الجليد كندي، ولد في 3 ديسمبر 1986 في تورونتو في كندا.

## وصلات خارجية
- كيفن هندرسون على موقع دوري الهوكي الوطني (الإنجليزية)
- كيفن هندرسون على موقع قاعة مشاهير الهوكي (لاعب أن.إتش.أل) (الإنجليزية)
- كيفن هندرسون على موقع EliteProspects.com (الإنجليزية)
- كيفن هندرسون على موقع Eurohockey.com (الإنجليزية)
- كيفن هندرسون على موقع HockeyDB.com (الإنجليزية)
- كيفن هندرسون على موقع Hockey-Reference.com (الإنجليزية)